# Dositheos (Mathematiker)
Dositheos (griechisch: Δοσίθεος, 2. Hälfte des 3. Jahrhunderts v. Chr.)  war ein griechischer Mathematiker und Astronom.  Er wirkte in der zweiten Hälfte des 3. Jahrhunderts v. Chr. in Alexandria und ist vor allem als Korrespondenzpartner von Archimedes bekannt. Der israelische Mathematikhistoriker Reviel Netz vermutet aufgrund des Namens, dass Dositheos Jude oder jüdischer Abstammung war.
Dositheos war in Alexandria Schüler und Freund von Konon von Samos und Student der Geometrie. Archimedes hatte zuerst seine Werke von Syrakus an Konon in Alexandria verschickt, der sie dort vermutlich auch weitergab. Als Archimedes vom Tod des Konon erfuhr, wandte er sich an Dositheos, den er als Schüler von Konon kannte. An ihn sind die Einleitungen mehrere Werke gerichtet: Quadratur der Parabel, 2 Bücher Über Kugel und Zylinder, Über Spiralen  und Über Konoide und Sphäroide. Daraus lässt sich auch entnehmen, dass Dositheos seinerseits  Beweise bestimmter Sätze von Archimedes erbat. Über eine eigene mathematische Tätigkeit ist nichts bekannt.
Dositheos machte astronomische Beobachtungen und Wetterbeobachtungen in Alexandria und vielleicht auch auf Kos. Solche Angaben über das Erscheinen von Fixsternen und typischen Witterungszeichen waren Teil einer Parapegma genannten Art von Almanach. Dositheos’ Beobachtungen sind zum Teil überliefert in einem kalendarischen Anhang zur  Eisagoge von Geminos von Rhodos und in der Schrift Phaseis von Ptolemäus sowie in der Naturgeschichte des Plinius.
Zudem berichtet Censorinus, dass Dositheos über Oktaeteris, einen achtjährigen Schaltzyklus im Kalender, geschrieben habe.